# 沙隆迪曼恩
沙隆迪曼恩（法語：Châlons-du-Maine，法語發音：[ʃalɔ̃ dy mɛn]，意为“曼恩的沙隆”）是法国马耶讷省的一个市镇，属于拉瓦勒区。

## 地理
沙隆迪曼恩（48°9'48"N, 0°38'36"W）面积9.66 平方千米，位于法国卢瓦尔河地区大区马耶讷省，该省份为法国西北部内陆省份。
与沙隆迪曼恩接壤的市镇（或旧市镇、城区）包括：拉巴祖日德萨勒、拉沙佩勒昂特奈斯、热讷、马耶讷河畔马蒂涅、萨塞、蒙叙尔。

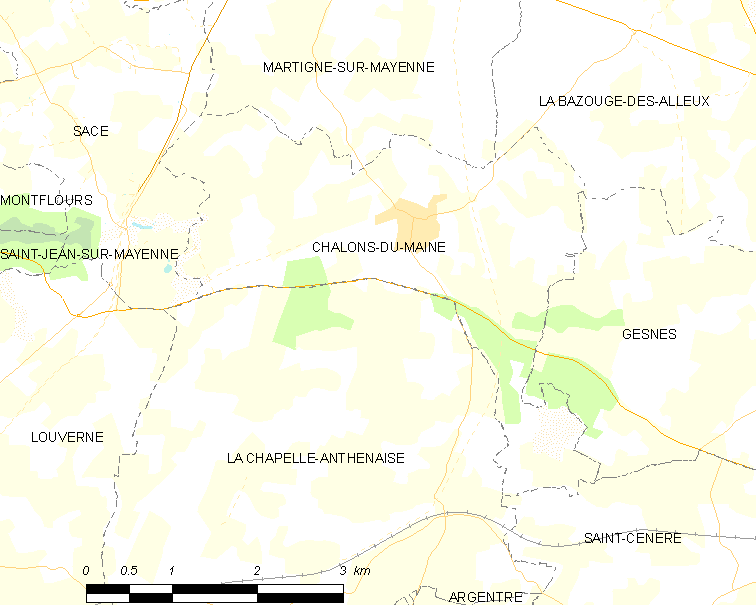
沙隆迪曼恩的OSM定位图

沙隆迪曼恩的时区为UTC+01:00、UTC+02:00（夏令时）。

## 行政
沙隆迪曼恩的邮政编码为53470，INSEE市镇编码为53049。

## 政治
沙隆迪曼恩所属的省级选区为邦尚莱拉瓦勒县。

## 人口

1962-2008年间沙隆迪曼恩人口变化图示

沙隆迪曼恩于2022年1月1日时的人口数量为691人。